# Igrzyska Wspólnoty Narodów 2022
22. Igrzyska Wspólnoty Narodów – multidyscyplinarne zawody sportowe, które odbyły się w lipcu i sierpniu 2022 w Birmingham w Anglii.

## Kandydatury
Początkowo o organizację igrzysk ubiegały się Durban i Edmonton. Edmonton wycofało swą kandydaturę z powodów ekonomicznych i Durban jako jedyny pozostały kandydat otrzymał pierwotnie prawo do organizacji zawodów. Jednakże wskutek trudności finansowych prawo to zostało mu odebrane.
Do ponownie otwartego konkursu zgłosiły się tylko miasta z Anglii. Londyn i Manchester ostatecznie nie złożyły ofert, a w wewnętrznym angielskim przetargu Birmingham pokonało Liverpool.

## Reprezentacje
| \| - Anglia (gospodarz) - Anguilla - Antigua i Barbuda - Australia - Bahamy - Bangladesz - Barbados - Belize - Bermudy - Botswana - Brytyjskie Wyspy Dziewicze - Brunei - Cypr - Dominika - Eswatini - Falklandy - Fidżi - Gambia \| - Ghana - Gibraltar - Grenada - Guernsey - Gujana - Indie - Irlandia Północna - Jamajka - Jersey - Kajmany - Kamerun - Kanada - Kenia - Kiribati - Lesotho - Malawi - Malezja - Malediwy - Malta \| - Mauritius - Montserrat - Mozambik - Namibia - Nauru - Nowa Zelandia - Nigeria - Niue - Norfolk - Pakistan - Papua-Nowa Gwinea - Południowa Afryka - Rwanda - Saint Kitts i Nevis - Saint Lucia - Saint Vincent i Grenadyny - Samoa - Seszele \| - Sierra Leone - Singapur - Sri Lanka - Szkocja - Tanzania - Tonga - Trynidad i Tobago - Turks i Caicos - Tuvalu - Uganda - Vanuatu - Walia - Wyspa Man - Wyspa Świętej Heleny - Wyspy Cooka - Wyspy Salomona - Zambia \| | | | |
| - Anglia (gospodarz) - Anguilla - Antigua i Barbuda - Australia - Bahamy - Bangladesz - Barbados - Belize - Bermudy - Botswana - Brytyjskie Wyspy Dziewicze - Brunei - Cypr - Dominika - Eswatini - Falklandy - Fidżi - Gambia | - Ghana - Gibraltar - Grenada - Guernsey - Gujana - Indie - Irlandia Północna - Jamajka - Jersey - Kajmany - Kamerun - Kanada - Kenia - Kiribati - Lesotho - Malawi - Malezja - Malediwy - Malta | - Mauritius - Montserrat - Mozambik - Namibia - Nauru - Nowa Zelandia - Nigeria - Niue - Norfolk - Pakistan - Papua-Nowa Gwinea - Południowa Afryka - Rwanda - Saint Kitts i Nevis - Saint Lucia - Saint Vincent i Grenadyny - Samoa - Seszele | - Sierra Leone - Singapur - Sri Lanka - Szkocja - Tanzania - Tonga - Trynidad i Tobago - Turks i Caicos - Tuvalu - Uganda - Vanuatu - Walia - Wyspa Man - Wyspa Świętej Heleny - Wyspy Cooka - Wyspy Salomona - Zambia |

## Dyscypliny
W czasie Igrzysk rozegrano 270 konkurencji w 19 dyscyplinach, w tym w 39 konkurencjach wystartowali sportowcy niepełnosprawni.
| - Badminton (szczegóły) - Boks (szczegóły) - Bowls (szczegóły) - Gimnastyka (szczegóły) - Gimnastyka artystyczna - Gimnastyka sportowa - Hokej na trawie (szczegóły) - Judo (szczegóły) - Kolarstwo (szczegóły) - Kolarstwo górskie - Kolarstwo szosowe - Kolarstwo torowe - Koszykówka 3×3 (szczegóły) - Krykiet (szczegóły) - Lekkoatletyka (szczegóły) | - Netball (szczegóły) - Rugby 7 (szczegóły) - Siatkówka plażowa (szczegóły) - Sporty wodne - Pływanie (szczegóły) - Skoki do wody (szczegóły) - Podnoszenie ciężarów (szczegóły) - Trójbój siłowy (szczegóły) - Squash (szczegóły) - Tenis stołowy (szczegóły) - Triathlon (szczegóły) - Zapasy (szczegóły) |